# 扎卡河
32°11′30″N 35°48′06″E / 32.19167°N 35.80167°E
扎卡河（阿拉伯语：‎，希伯來語：‎）是约旦河下游的第二大支流，仅次于雅莫科河，也是按年流量排该地区的第三大河流，其流域涵盖了约旦河以东人口最稠密的地区。它发源于安曼附近的泉水，沿着既宽且深的峡谷（圣经中将其成为雅博河）顺流而下汇入约旦河，落差达1,090（3,576.12英尺）。该河现在污染严重，它的治理是约旦环境部需要优先考虑的问题。
扎卡河的形成距今大约有3千万年。河流源头有重要的考古遗址艾因·加扎尔，其历史可追溯到新石器时代。考古学家发现扎卡河流域在过去动植物种群是非常发达的。扎卡河以其蕴藏早白垩世豪特里維期（距今约1.35亿年）的琥珀而闻名。这些琥珀反映了树脂沉积时的热带古环境中多种动植物的存在。

## 名称
该河流流经约旦西部城市扎尔卡（阿拉伯语：‎，Az-Zarqā），城市的字面意思为“蓝色之城”。现代阿拉伯语中“扎卡河”（نهر الزرقاء，Nahr az-Zarqāʾ）的意思是“蓝色的河流”，其中nahr代表河流，而zarqa'（زرقاء）意为蓝色。

## 圣经的雅博河
扎卡河在聖經中被称为雅博河（希伯來語：‎，Nahal Yabok）。雅各在离开哈兰前往迦南的途中穿过了雅博河。它向西进入住棚谷，从那里穿过约旦河可以很容易地到达示劍，正如雅各最终所做的那样。圣经中的城市撒拉但和亚当也在山谷的谷口。

## 历史
艾因·加扎尔是扎卡河的发源地，同时是主要的考古地点，历史可追溯到新石器时代。在至少两千年以前，这里就一直有人居住，最早的遗迹则在公元前7200年。该地是最早的有驯养动物的已知人类居住区之一，拥有多达3000人，是近东地区史前最大的人口中心之一，人口为邻近地区杰里科的5倍。
1982年对扎卡峡谷的调查发现了聚集在扎卡河及其支流河岸的一些铁器时代的遗址。其中一个遗址Tulul adh-Dhahab目前正被进一步研究。
瓦迪杰拉什是位于流经现代杰拉什的扎卡河北部的一个遗址，这里早在青铜器时代就有人居住。在古希腊罗马时代，杰拉什是一座重要的城市，也是数学家尼科马库斯的故乡。城市的遗迹被大量发掘，并保存完好。
约旦的第二大城市扎尔卡位于扎卡河的河岸，也是河流沿线最大的居住地。扎尔卡镇于1902年由车臣移民设立。1967年六日战争期间，大量的巴勒斯坦难民逃离约旦河西岸到达这里，使扎尔卡的人口激增。

## 环境问题
扎卡河的污染非常严重，在很多地区都有未经处理的废水经由河床（乾谷）直接排放到河流，导致水体污染，臭气熏天，沿岸居民对此也有诸多抱怨，夏季尤为明显。包括艾因·加扎尔和萨姆拉在内的几个地区建有废水处理厂，但这些处理厂经常超出承载能力。冬季的洪涝期，以及夏季因返回安曼的工人导致的人口增长期，都会发生处理厂超载的情况，而超载就意味着未经处理的废水被直接排入扎卡河。超标排放的后果是扎卡河水呈现棕色，并伴有大量有机物导致的密集泡沫。其他污染物成因还包括各行各业非法倾倒的废物，包括纺织厂的垃圾，以及车厂和废车场的电池和废油。